# Stanislav Kolář
Stanislav Kolár, född 31 mars 1912, död 6 maj 2003,  var en tjeckoslovakisk bordtennisspelare och världsmästare i singel och lag.
Han tog sig till final första gången 1933 men förlorade där mot Viktor Barna med 3 – 1 i set. 1936 tog han sig till final igen och den här gången vann han genom att besegra Alojzy Ehrlich från Polen med 3 – 2 i set.
Totalt vann han 16 medaljer i Bordtennis VM 2 guld, 8 silver och 6 brons.

## Meriter
- Bordtennis VM
  - 1931 i Budapest
    - 2:a plats med det tjeckiska laget

  - 1932 i Prag
    - 1:a plats med det tjeckiska laget

  - 1933 i Baden (Niederösterreich)
    - 2:a plats singel
    - 2:a plats med det tjeckiska laget

  - 1934 i Paris
    - 3:a plats mixed dubbel (med Marie Smidová-Masaková)
    - 2:a plats med det tjeckiska laget

  - 1935 i London
    - 2:a plats mixed dubbel (med Marie Kettnerová)
    - 2:a plats med det tjeckiska laget

  - 1936 i Prag
    - 1:a plats singel
    - 2:a plats dubbel (med J. Okter-Petricek)
    - 3:e plats mixed dubbel (med Marie Smidová-Masaková)
    - 3:e plats med det tjeckiska laget

  - 1937 i Baden (Niederösterreich)
    - 2:a plats mixed dubbel (med Marie Kettnerová)
    - 3:e plats med det tjeckiska laget

  - 1938 i London
    - 3:a plats dubbel (med Vaclav Tereba)
    - 3:e plats med det tjeckiska laget